# Football Club Nordsjælland
El Football Club Nordsjælland es un club de fútbol danés que juega en la ciudad de Farum. El equipo forma parte del Farum BK. Actualmente juega en la SAS Ligaen. Conocido como "FCN", Fundado como "Farum Boldklub" a partir de la fusión de los dos clubes de fútbol de la ciudad, Farum IK y Stavnsholt BK en 1991, el club cambió su nombre a "FC Nordsjælland" en 2003.
El Farum Boldklub se clasificó para la Copa de la UEFA 2003-04 y para la Copa de la UEFA 2008-09 se clasificó por juego limpio junto al Hertha BSC y Manchester City. Tras conquistar la SAS Ligaen 2011/12, el "FCN" consiguió la clasificación directa a la fase de grupos de la Liga de Campeones de la UEFA 2012/13. El 23 de octubre de 2012 consiguió su primer gol y primer punto en la Champions League igualando en 1 frente a la Juventus FC.
El FC Nordsjælland juega en el Farum Park que tiene un aforo para 10 000 espectadores.

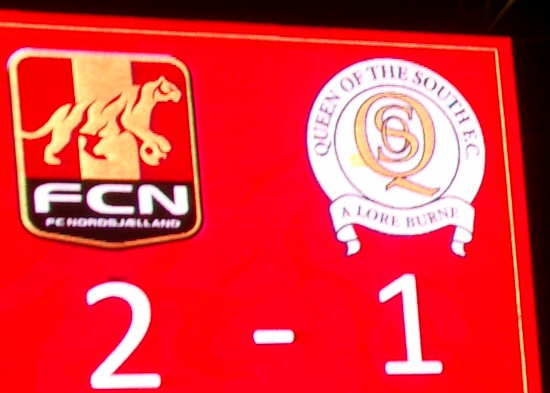
Marcador final en partido ante Queen of the South FC en la Copa UEFA.

## Copa UEFA 2008/09
En la primera ronda de clasificación, Nordsjælland despidió al TVMK con un resultado global de 8-0.
El equipo escocés de Queen of the South de Dumfries perdió contra el FC Nordsjælland en la segunda ronda clasificatoria de la Copa UEFA por un resultado global de 2-4

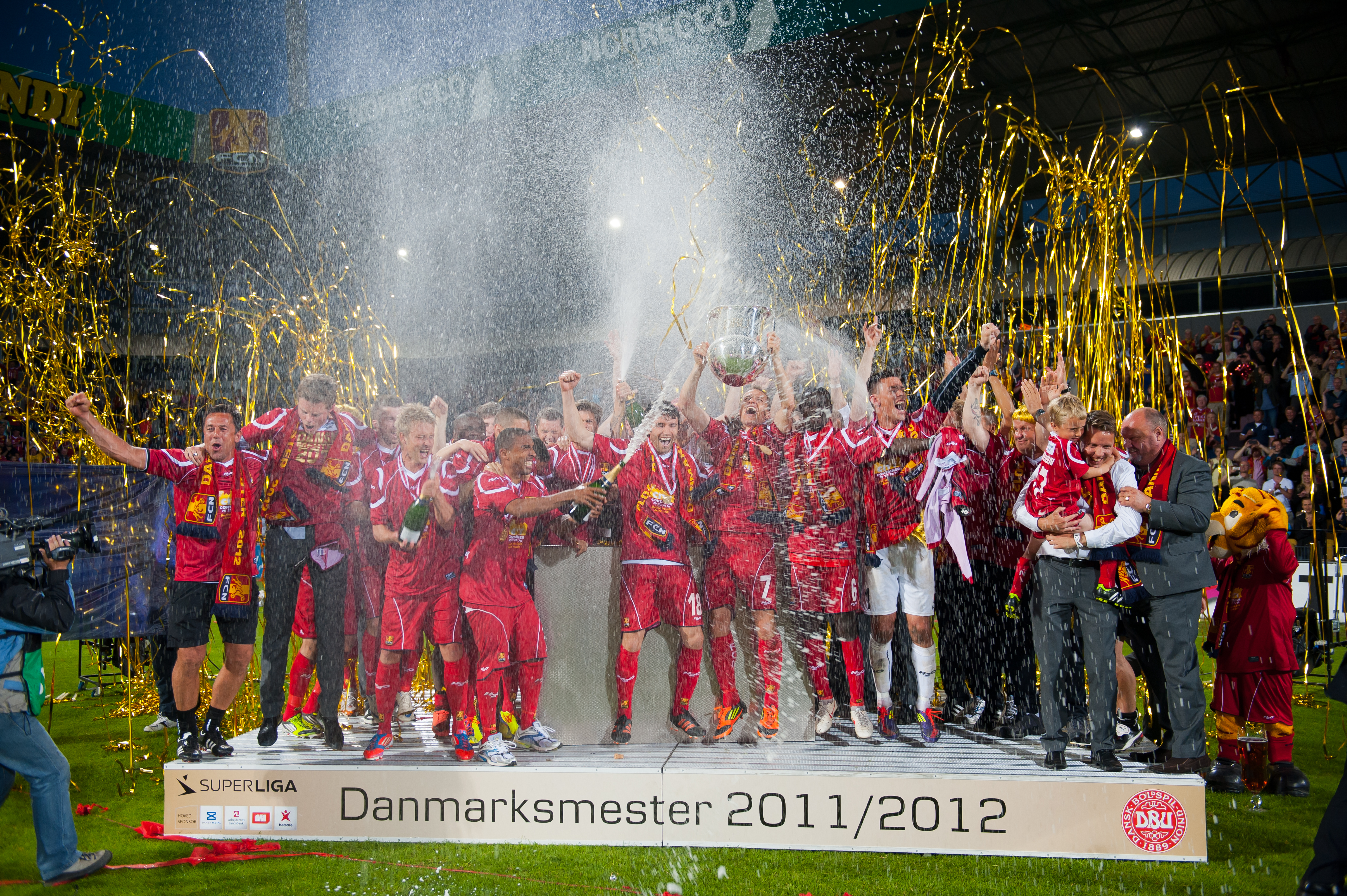
FCN celebra su primer título nacional en la temporada 2011/12.

En la primera ronda le toca jugar contra el Olympiacos de Grecia donde el FC Nordsjælland queda eliminado por los griegos por un rotundo marcador de 7-0 a favor de los helénicos. 

## UEFA Champions League 2012/13
Consiguió la clasificación tras conseguir la última edición de la liga local.
El sorteo lo colocó en el Grupo E junto al Shakhtar Donetsk, Chelsea FC (campeón vigente) y la Juventus FC. Su debut se produjo en la derrota contra el equipo ucraniano. En el siguiente partido volvería a caer, esta vez con el equipo de Londres. En la siguiente fecha conseguiría un heroico empate en 1 con la Juventus. Este fue su primer punto y su primer gol en esta competencia. En la cuarta fecha se vuelve a enfrentar al equipo italiano, pero en esta ocasión sería derrotado. También perdería la chance de clasificar a la siguiente fase. En la quinta fecha volvería a perder con el equipo de Ucrania y quedaría sin chances de clasificar a la UEFA Europa League. Ya sin posibilidades de seguir en Europa se enfrentó al Chelsea, siendo derrotado 6-1, aunque, a pesar de ganar, el Chelsea fue eliminado de la UEFA Champions League.

## Números retirados
- 26 -  Jonathan Richter (2005–09)

## Récords

### Más Apariciones
| Pos. | Nombre            | Periodo   | Apariciones |
| ---- | ----------------- | --------- | ----------- |
| 1    | Thomas Andreasen  | 1999–2007 | 295         |
| 2    | Søren Christensen | 2006–2014 | 233         |
| 3    | Jesper Hansen     | 2001–2013 | 179         |
| 4    | Søren Christensen | 2008-2014 | 178         |
| 5    | Patrick Mtiliga   | 2011-2017 | 168         |
| 6    | Henrik Kildentoft | 2007–2013 | 155         |
| 7    | Morten Karlsen    | 2004–2009 | 145         |
| 8    | Tobias Mikkelsen  | 2009-2018 | 138         |
| 9    | Bajram Fetai      | 2007–2010 | 131         |
| 10   | Michael Parkhurst | 2009-2012 | 128         |

### Más Goles
| Pos. | Nombre              | Periodo             | Goles |
| ---- | ------------------- | ------------------- | ----- |
| 1    | Martin Bernburg     | 2007–2009           | 43    |
| 2    | Bajram Fetai        | 2007–2010           | 29    |
| 2    | Tommy Olsen         | 2003–2006           | 29    |
| 4    | Mads Junker         | 2004–2006           | 28    |
| 5    | Rawez Lawan         | 2009–2013           | 21    |
| 6    | Morten Nordstrand   | 2006–2007 y 2012-14 | 20    |
| 7    | Thomas Kristensen   | 2005–2008           | 19    |
| 8    | Nicki Bille Nielsen | 2008–2010           | 18    |
| 9    | Andreas Granskov    | 2009–2012           | 17    |
| 10   | Nicolai Stokholm    | 2009–presente       | 16    |

## Entrenadores
Lista de entrenadores del FC Nordsjælland desde 1991, cuando el equipo se fundó como Farum Boldklub. Los dos técnicos que lograron títulos con el club son Morten Wieghorst que conquistó dos copas danesas en 2010 y 2011, y Kasper Hjulmand que ganó la Superliga danesa 2011-12.
- Jørgen Andersen (1991 – 1994)
- Jørgen Tideman (1994 – 1999)
- Per Benjaminsen (1999 – 2000)
- Tom Nielsen (2000)
- Christian Andersen (2001 – 2004)
- Johnny Petersen (1 de enero de 2005 – 30 de junio de 2006)
- Morten Wieghorst (1 de julio de 2006 – 30 de junio de 2011)
- Kasper Hjulmand (1 de julio de 2011 – 1 de junio de 2014)
- Ólafur Kristjánsson (1 de junio de 2014 – 15 de diciembre de 2015)
- Kasper Hjulmand (1 de enero de 2016 – 25 de marzo de 2019)
- Flemming Pedersen (25 de marzo de 2019 – 7 de enero de 2023)
- Johannes Hoff Thorup (7 de enero de 2023 – 30 de mayo de 2024)
- Jens Fønsskov Olsen (24 de junio de 2024 – )

## Palmarés

### Títulos nacionales (3)
- Superliga de Dinamarca (1): 2012
- Copa de Dinamarca (2): 2010, 2011

### Títulos internacionales amistosos (1)
- Copa La Manga (1): 2012

## Participación en competiciones de la UEFA
| Partidos internacionales | Partidos internacionales           | Partidos internacionales | Partidos internacionales | Partidos internacionales | Partidos internacionales | Partidos internacionales | Partidos internacionales |
| Temporada                | Torneo                             | Ronda                    | Club                     | Casa                     | Visita                   | Global                   |                          |
| ------------------------ | ---------------------------------- | ------------------------ | ------------------------ | ------------------------ | ------------------------ | ------------------------ | ------------------------ |
| 2003-04                  | Copa de la UEFA                    | Clasificatoria           | Shirak                   | 4–0                      | 2–0                      | 6–0                      |                          |
| 2003-04                  | Copa de la UEFA                    | 1                        | Panionios                | 0–1                      | 1–2                      | 1–3                      |                          |
|                          |                                    |                          |                          |                          |                          |                          |                          |
| 2008–09                  | Copa de la UEFA                    | Clasificatoria 1         | TVMK                     | 5–0                      | 3–0                      | 8–0                      |                          |
| 2008–09                  | Copa de la UEFA                    | Clasificatoria 2         | Queen of the South       | 2–1                      | 2–1                      | 4–2                      |                          |
| 2008–09                  | Copa de la UEFA                    | 1                        | Olympiacos               | 0–2                      | 0–5                      | 0–7                      |                          |
|                          |                                    |                          |                          |                          |                          |                          |                          |
| 2010–11                  | Liga Europea de la UEFA            | Clasificatoria 3         | Sporting CP              | 0–1                      | 1–2                      | 1–3                      |                          |
|                          |                                    |                          |                          |                          |                          |                          |                          |
| 2011–12                  | Liga Europea de la UEFA            | Play-off                 | Sporting CP              | 0–0                      | 1–2                      | 1–2                      |                          |
|                          |                                    |                          |                          |                          |                          |                          |                          |
| 2012–13                  | Liga de Campeones de la UEFA       | Grupo E                  | Chelsea                  | 0–4                      | 1–6                      | 4º Lugar                 |                          |
| 2012–13                  | Liga de Campeones de la UEFA       | Grupo E                  | Juventus                 | 1–1                      | 0–4                      | 4º Lugar                 |                          |
| 2012–13                  | Liga de Campeones de la UEFA       | Grupo E                  | Shakhtar Donetsk         | 2–5                      | 0–2                      | 4º Lugar                 |                          |
|                          |                                    |                          |                          |                          |                          |                          |                          |
| 2013-14                  | Liga de Campeones de la UEFA       | Clasificatoria 3         | Zenit St. Petersburg     | 0–1                      | 0–5                      | 0–6                      |                          |
|                          |                                    |                          |                          |                          |                          |                          |                          |
| 2013-14                  | Liga Europea de la UEFA            | Play-off                 | Elfsborg                 | 0–1                      | 1–1                      | 1–2                      |                          |
|                          |                                    |                          |                          |                          |                          |                          |                          |
| 2018-19                  | Liga Europea de la UEFA            | Clasificatoria 1         | Cliftonville             | 2–1                      | 1–0                      | 2–1                      |                          |
| 2018-19                  | Liga Europea de la UEFA            | Clasificatoria 2         | AIK                      | 1–0                      | 1–0                      | 2–0                      |                          |
| 2018-19                  | Liga Europea de la UEFA            | Clasificatoria 3         | Partizán                 | 1–2                      | 2–3                      | 3–5                      |                          |
|                          |                                    |                          |                          |                          |                          |                          |                          |
| 2023-24                  | Liga Europa Conferencia de la UEFA | Clasificatoria 3         | Steaua Bucarest          | 2-0                      | 0-0                      | 2-0                      |                          |
| 2023-24                  | Liga Europa Conferencia de la UEFA | Play-off                 | Partizán                 | 5-0                      | 1-0                      | 6-0                      |                          |
| 2023-24                  | Liga Europa Conferencia de la UEFA | Grupo H                  | Fenerbahçe SK            | 6-1                      | 1-3                      | 3º Lugar                 |                          |
| 2023-24                  | Liga Europa Conferencia de la UEFA | Grupo H                  | Spartak Trnava           | 1-1                      | 2-0                      | 3º Lugar                 |                          |
| 2023-24                  | Liga Europa Conferencia de la UEFA | Grupo H                  | PFC Ludogorets           | 7-1                      | 0-1                      | 3º Lugar                 |                          |